# Rostselmaš
Rostselmaš (rusko Ростсельмаш) je ruski proizvajalec kombajnov, traktorjev, sejalnikov, balirnikov, strojev za silažo in drugih kmetijskih strojev. Podjetje je bilo ustanovljeno leta 1929, sedež je v Rostovu na Donu.
Podjetje je bilo sponzor nogometne ekipe FC Rostselmaš, ki se trenutno imenuje FC Rostov. Po tem podjetju so poimenovali tudi stadio Rostselmaš, ki se trenutno imenuje Olimp-2